# Lincoln, Ontario
Lincoln är en kommun (town) i Kanada.   Den ligger i provinsen Ontario, i den sydöstra delen av landet, 400 km sydväst om huvudstaden Ottawa. Lincoln ligger 113 meter över havet och antalet invånare är 22 487.